# Clément Mignon (natation)
Pour les articles homonymes, voir Mignon (homonymie).
Clément Mignon, né le 21 janvier 1993 à Aix-en-Provence, est un nageur français.

## Biographie
Clément Mignon annonce arrêter sa carrière en septembre 2018.

## Palmarès

### Jeux olympiques
| Édition  | Épreuve              | Épreuve |
| Édition  | 4 × 100 m nage libre |         |
| Rio 2016 | Argent 3 min 10 s 53 |         |

### Championnats du monde

#### En grand bassin
| Édition      | Épreuve              | Épreuve                    |
| Édition      | 4 × 100 m nage libre | 4 x 100 m nage libre mixte |
| Kazan 2015   | Or 3 min 10 s 74     |                            |
| Gwangju 2019 |                      | Argent 3 min 22 s 11       |

#### En petit bassin
| Édition      | Épreuve                  | Épreuve              |
| Édition      | 4 × 100 m nage libre     | 4 × 100 m 4 nages    |
| Doha 2014    | Or 3 min 3 s 78 (RC, RE) | Bronze 3 min 22 s 26 |
| Windsor 2016 | Argent 3 min 7 s 35      | -                    |

### Championnats d'Europe

#### En grand bassin
| Édition      | Épreuve          | Épreuve               | Épreuve                    |
| Édition      | 100 m nage libre | 4 × 100 m nage libre  | 4 × 100 m nage libre mixte |
| Berlin 2014  | -                | Or 3 min 11 s 64 (RC) | Bronze 3 min 27 s 02       |
| Londres 2016 | Bronze 48 s 36   | Or 3 min 13 s 48      | Bronze 3 min 25 s 49       |

### Festival olympique de la jeunesse européenne
- Médaille d'or du 4 × 100 mètres 4 nages au Festival olympique de la jeunesse européenne 2009
- Médaille d'argent du 50 mètres nage libre au Festival olympique de la jeunesse européenne 2009[5]

## Distinctions
- Chevalier de l'ordre national du Mérite le 1er décembre 2016[6]